# Breinigerberg

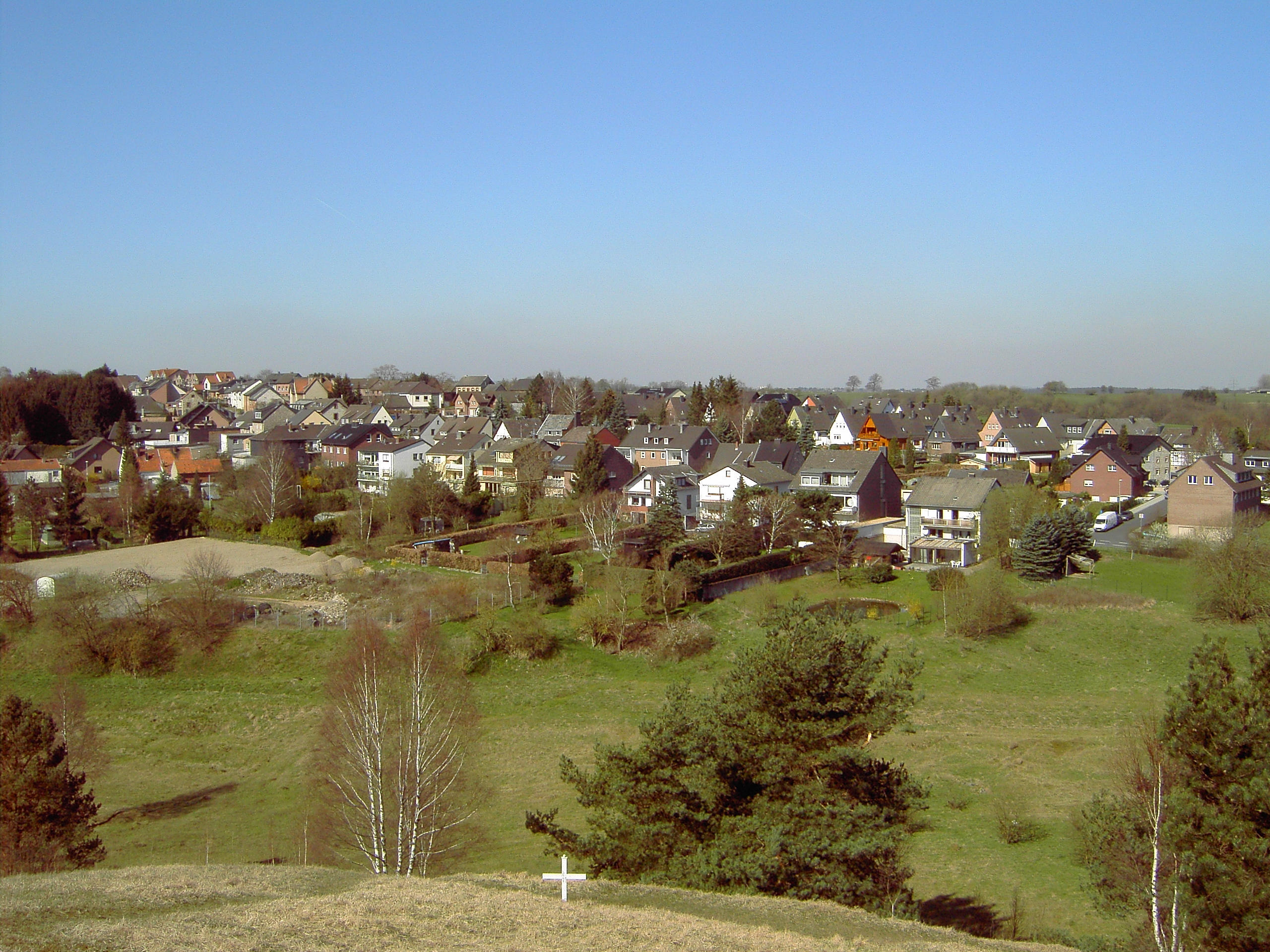
Breinigerberg

Breinigerberg – dzielnica miasta Stolberg (Rheinland) w Niemczech, w kraju związkowym Nadrenia Północna-Westfalia, w rejencji Kolonia, w regionie miejskim Akwizgran. Liczy 971 mieszkańców (2005).